# Richardmizutaara
× Richardmizutaara, (abreviado Rcmza) en el comercio, es un híbrido intergenérico entre los géneros de orquídeas Ascocentrum × Phalaenopsis × Vandopsis. Fue publicado en Orchid Rev. 87(1027) cppo: 8 (1979).